# Eksport wewnętrzny
Eksport wewnętrzny – pojęcie z zakresu zamkniętej ekonomii realnego socjalizmu. Oznacza sprzedaż przez państwowe podmioty towarów i usług pochodzenia krajowego za tzw. waluty wymienialne prowadzoną na obszarze własnego kraju, gdzie nominalnie w transakcjach handlowych obowiązuje waluta lokalna. Prowadzona ona jest bądź to w formie bezpośredniej sprzedaży odbiorcom na terenie kraju, bądź też polega na pobieraniu przedpłat w krajach kapitalistycznych (np. od emigrantów chcących wspomóc swoje rodziny, czy przyjaciół mieszkających w kraju realnego socjalizmu). Na podstawie wniesionej przedpłaty upoważnione przez wpłacającego walutę wymienialną w kraju kapitalistycznym osoby mogą pobrać w kraju o gospodarce nakazowo-rozdzielczej towar produkcji krajowej o odpowiedniej wartości. Często eksport wewnętrzny w takiej formie był wymuszany na osobach z zagranicy chcących wesprzeć rodzinę w krajach bloku wschodniego, gdyż nie mogły one legalnie przelać środków finansowych w walutach wymienialnych bezpośrednio na konto adresata. Odbiorca mógł wykorzystać je jedynie w postaci ekwiwalentu – np. węgla, materiałów budowlanych czy innych towarów trudno dostępnych lub wcale niedostępnych w normalnej sprzedaży. Były to towary pochodzenia krajowego, a zapłata za nie pochodziła z zagranicy – niejako więc „eksportowano” je. Innymi słowy, używając ówczesnych pojęć, sprzedawano towary w ramach tzw. pierwszego obszaru płatniczego na zasadach obowiązujących przy eksporcie do tzw. drugiego obszaru płatniczego, co pozwalało ograniczać nieustanny deficyt walut wymienialnych w budżetach krajów bloku wschodniego.
W celu obsługi eksportu wewnętrznego po II wojnie światowej we wszystkich krajach tzw. realnego socjalizmu (w tym także w ZSRR) utworzono sieci sklepów walutowych. W ZSRR taka sieć pod nazwą Torgsin działała już w latach 1931-1936.
W pierwszym okresie PRL eksportem wewnętrznym zajmował się Bank Pekao SA, a od 1972 państwowe przedsiębiorstwa Pewex, Baltona – sprzedawały one towary zarówno pochodzenia zagranicznego, jak i krajowego, a do obrotu dopuszczono zarówno zagraniczne środki płatnicze, jak i ich namiastkę – bony towarowe. W końcu lat 80. ub. stulecia działalność taką prowadziły także inne przedsiębiorstwa, jak Igloopol w Dębicy (sklep Igloopex) czy też Przedsiębiorstwo Zaopatrzenia Górniczego z Katowic (sklepy Carbon). Eksport wewnętrzny stymulowany był przez obowiązujące w różnych okresach w krajach bloku wschodniego zakazy posiadania walut wymienialnych przez osoby prywatne, które zmuszały osoby otrzymujące środki z zagranicy do zakupu za nie towarów w ramach państwowych sieci sprzedaży. Innym sposobem stymulowania eksportu wewnętrznego było wypłacanie osobom zatrudnionym w firmach krajowych, a pracujących w ramach tzw. „kontraktów” w krajach kapitalistycznych, części lub całości wynagrodzenia w bonach towarowych, które możliwe były do wykorzystania wyłącznie w sieci sklepów walutowych na terenie kraju.
Eksport wewnętrzny jest praktykowany w dalszym ciągu w istniejących krajach gospodarki nakazowo-rozdzielczej jak Kuba i Korea Północna.
Określenie eksport wewnętrzny jest oksymoronem, a jednocześnie przejawem nowomowy.